# Cheyenner
Cheyenner är en nordamerikansk algonkinspråkig indianstam som räknas till prärieindianerna. Namnet härrör från siouxernas benämning på dem: Shahiyela eller Shahiyena, vilket sannolikt är en diminutivform av Shahi = Cree. Shahiyela betyder alltså "de mindre Cree". 

## Endonym
Cheyennernas eget namn på sig själva är Tsis tsis’tas (”de likasinnade”, ”de likartade”) och i detta inbegrips även en numera fullständigt integrerad språkligt närbesläktad stam vars namn var Suhtai (Sotaeo'o med det moderna cheyennealfabetet) och som så sent som i början av 1830-talet ännu räknades som en separat stam. Trots att de då färdades tillsammans med cheyennerna upprättade grupperna alltid två separata läger. Ett par generationer senare var integrationen fullbordad och i början av 1900-talet kunde äldre cheyenner erinra sig Suhtai före sammanslagningen som ett folk vars språk visserligen var någorlunda begripligt men ”lät lustigt” (”it sounded funny”).

## Demografi
År 2000 fanns det enligt US Census Bureau i USA 18 304 personer som ansåg sig vara helt eller delvis cheyenner.

## Historia

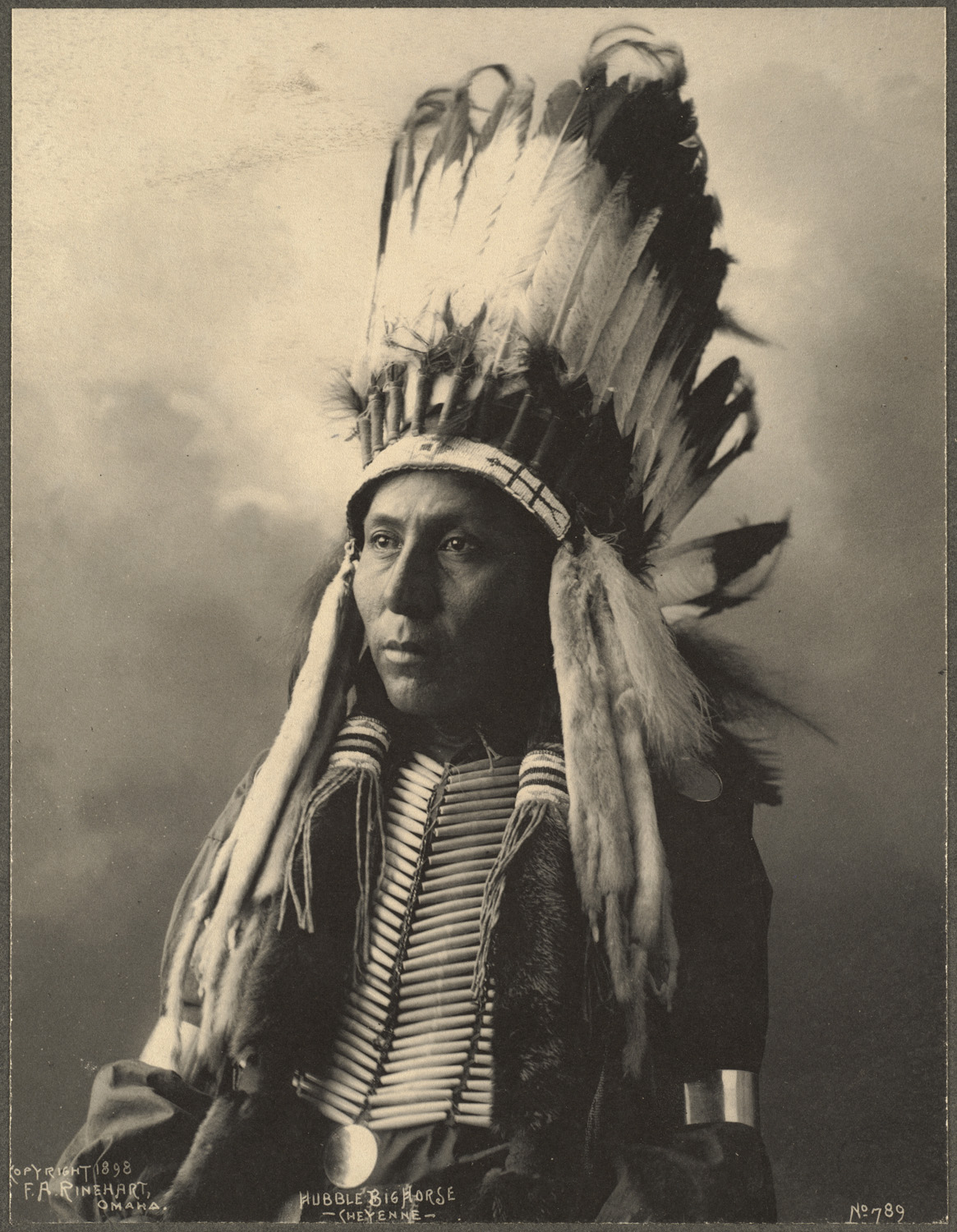
Hubble Big Horse. Foto av F.A. Rinehart, 1898.

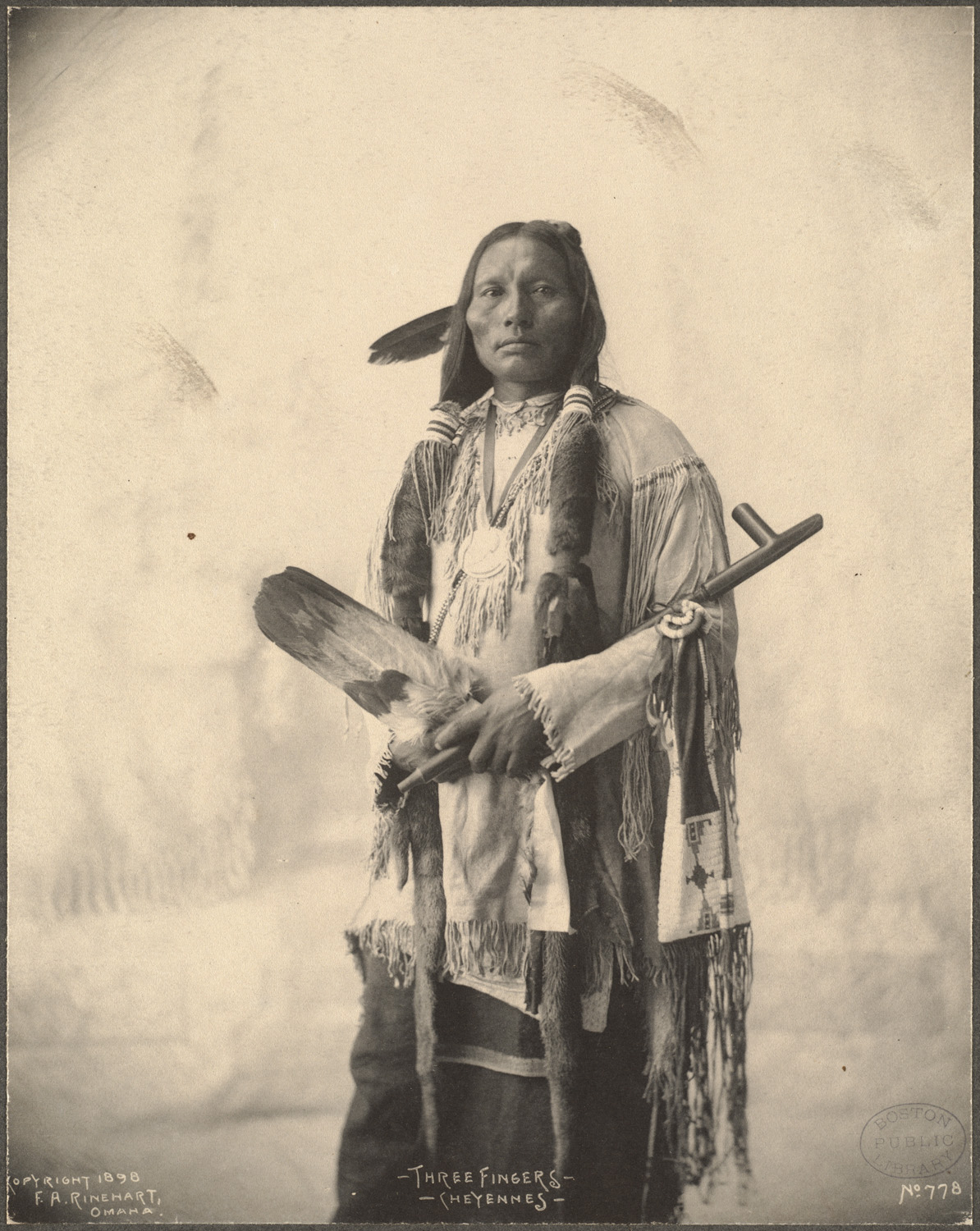
Three Fingers. Foto av F.A. Rinehart, 1898.

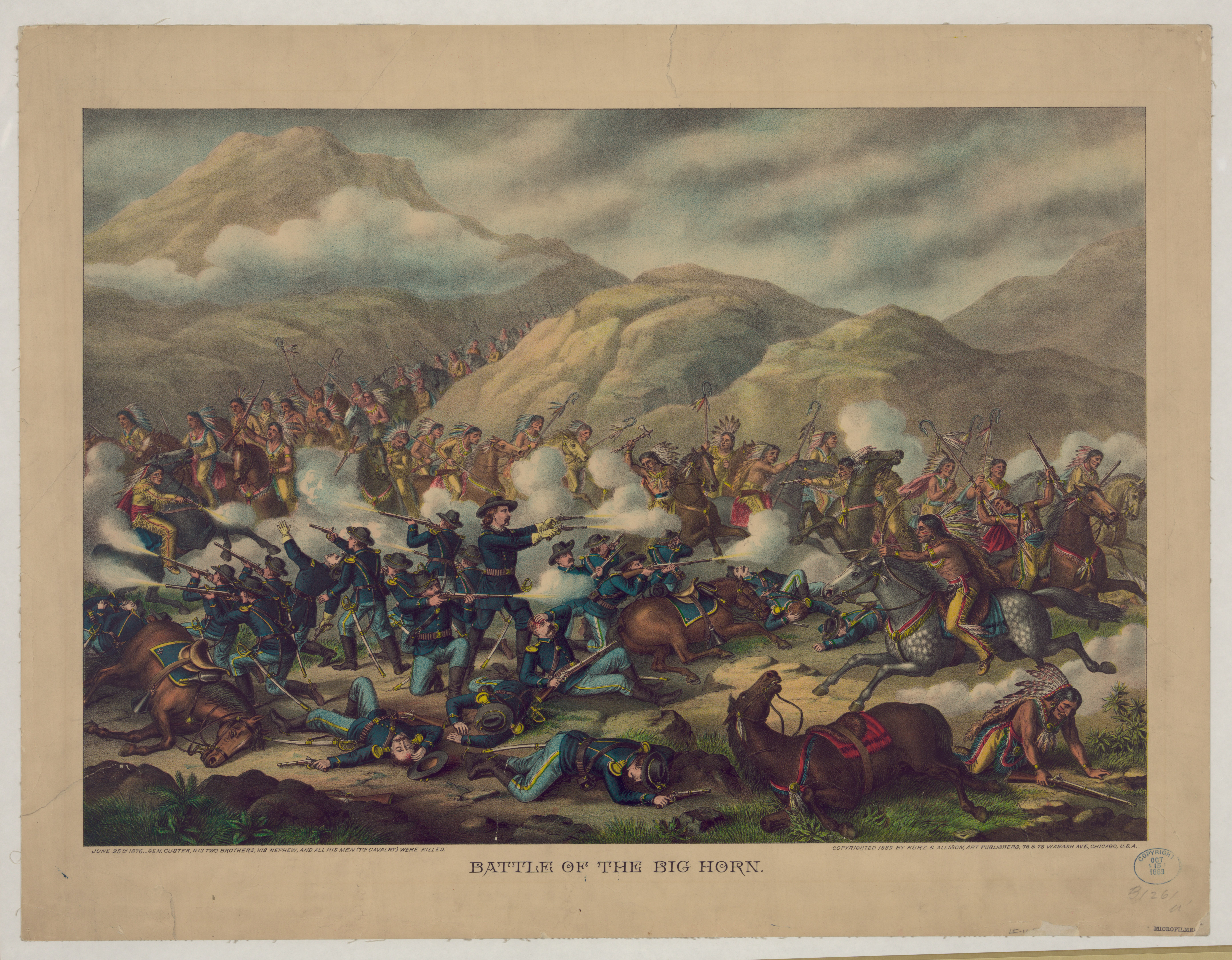
Slaget vid Little Bighorn 1876.

### Hemland
Cheyennernas egna traditioner om sitt ursprung går tillbaka till 1600-talets mitt. En av deras traditionsbevarare Mahk sta’vo yan’st’st (”hans mockasiner är svarta”), närmast ett slags auktoriserad stamhistoriker, uppgav 1880 att cheyennerna anlänt till Missourifloden 204 vintrar tidigare, d.v.s. 1676, närmast från Rivière Cayenne (nu Sheyenne River) som är en av Red Rivers källflöden, och före det från Minnesota. På den tiden var de ett huvudsakligen jordbrukande folk som bodde i jordhus liknande dem som användes av arikara, hidatsa och mandan. Ännu vid 1850-talets mitt fanns ett visst inslag av jordbruk kvar och man var därmed inte helt beroende av buffeln för överlevnad.
Enligt Alexander Henry, en handelsman i North West Company åren omkring 1800, var orsaken till att cheyennerna lämnat området kring Sheyenne River den att stammen nästan utrotats 1740 när de anfölls av ojibwaer som var på väg hem efter ett misslyckat försök att hitta sina fiender siouxerna. Henrys uppgifter får visst stöd av ojibwahövdingen Sheshepaskut ("socker") som 1799 berättade för David Thompson att han varit en av ledarna för det krigståget, som bestod av ca 150 ojibwawakrigare till fots. Eftersom Sheshepaskut enligt Thompson var i 60-årsåldern kan krigståget knappast ha ägt rum före 1770. Den främsta auktoriteten gällande cheyennernas historia, professor Donald J. Berthrong, daterar händelsen till sent 1770- eller tidigt 1780-tal. Enligt Sheshepaskut var cheyennekrigarna ute på jakt när anfallet skedde. Ojibwaerna dödade alla i byn, utom tre kvinnor, och brände sedan upp den. Därefter flydde de snabbt, eftersom de inte ville möta de redan då beridna cheyennerna i öppen strid.

### Aggressivitet
Även bland de förment krigiska präriestammarna hade cheyennerna ett rykte som en extremt krigisk stam. Man har kunnat belägga att de tagit fångar från sammanlagt 28 andra stammar och den enda stam de traditionellt betraktade som vänner var Arapaho. Blandäktenskap mellan de två stammarna var relativt vanliga och ännu vanligare var att kvinnor som tillfångatagits från andra stammar togs som hustrur av cheyennekrigare. Genetiskt är därför cheyennerna kanske den mest uppblandade indianstammen av alla. Det går knappast att i dag hitta en cheyenne som inte också har anor i någon annan stam.
Vid sitt inträngande i området väster om Missourifloden nedkämpade cheyennerna den ena stammen efter den andra och tvingade dem längre västerut: kiowa, comancher, kråkindianer och pawnee fick i tur och ordning flytta på sig och lämna plats till de aggressiva nykomlingarna. Cheyennernas krig mot ute pågick ända in på 1860-talet då det avbröts av att en ny aggressiv kraft på allvar trängde in på indianernas territorium österifrån, nämligen USA. De första säkert belagda kontakterna mellan USA och cheyennerna hade dock ägt rum redan under Lewis och Clarks expedition 1804-06. Cheyennerna beskrevs då inte alls som särskilt aggressiva, snarare tvärtom. Av Lewis och Clarks redogörelser framgår att cheyennerna då höll till längs stränderna av den flod som bär deras namn och i östligaste delen av Black Hills, d.v.s. det som förblev deras kärnområde fram till de nordamerikanska indiankrigens slutfas och tvångsförflyttningarna till indianreservat i Montana och Oklahoma.

### Fiendskap
Som sina huvudfiender betraktade cheyennerna traditionellt de östligare siouxtalande stammarna, särskilt Ho hé (Assiniboiner) som i cheyennernas traditioner framstår som arvfienden framom alla andra och den enda stam mot vilken de flesta strider förlorats. Några allvarliga konflikter mellan cheyennerna och deras sentida allierade Lakota har inte kunnat beläggas förrän omkring 1800 då de drabbade samman ett par gånger i närheten av Black Hills. De hade därefter just inga kontakter på stamnivå före sin allians i kriget mot den gemensamma fienden USA, vare sig krigiska eller fredliga. De jagade i samma område under 1800-talets första hälft och stötte på varandra då och då men det ledde inte till några allvarliga konflikter. Den gemensamma nämnaren, motståndet mot de vita inkräktarna, förde dem samman till den fruktade konfederation som 1876 tillfogade USA ett av dess nesligaste militära nederlag i Slaget vid Little Bighorn. Om det nederlagets orsaker har det teoretiserats och spekulerats oerhört mycket. General Frederick W. Benteen var den förste att formulera en tes om saken genom sin beskrivning av cheyennerna och deras allierade: ”Good shots, good riders, and the best fighters the sun ever shone on”.

## Krigsorganisation
Likt många andra präriestammar hade cheyennerna en särskild militär organisation bestående av ett antal krigarsällskap med vissa inträdeskrav, även om vem som helst kunde initiera och leda ett krigståg om man bara kunde få ihop ett antal frivilliga. Krigarsällskapen var ursprungligen sju till antalet:
- Hotamémâsêhao'o ("galna hundar")
- Ma'êhoohevaso ("röda sköldar")
- Hotamétaneo'o ("hundkrigare")
- Hema'vóhkohásohko ("krokiga lansar")
- Vóhkêséhetaneo'o ("katträvskrigare"), efter ett nordamerikansk hunddjur: Präriekatträven
- Hema'tanónêheo'o ("bågsträngarna")
- Veho'otaneo'o ("hövdingakrigare")

Liksom hos en del andra stammar, t.ex. kiowa och hidatsa, var "hundarna" (Hotamétaneo'o) det ledande krigarsällskapet. Hundsoldaterna utvecklades under de nordamerikanska indiankrigen successivt till en grupp "självmordssoldater" som bestämt sig för att kämpa till siste man, även när de insett att en slutlig seger var omöjlig. De uttryckte öppet sitt förakt för fredssträvarna inom stammen och gick ibland till handgripligheter mot stamfränder, även hövdingar, som förespråkade förhandlingar med USA. Till sist flyttade de helt enkelt ut från de olika cheyennelägren och bildade ett nytt där i stort sett alla krigare var hundsoldater. George Armstrong Custer utpekade Hotamétaneo'o som den farligaste enskilda indiangrupperingen: "the most mischievous, blood thirsty, and barbarous band of Indians that infest the plains". Hundsoldaternas ledare Ho'honáeve'óhtanéhe ("panna av sten", av engelsktalande kallad "Medicine Arrows") kontrade vid ett möte med Custer 1869 med konstaterandet att denne redan var så gott som död, eftersom hundsoldaterna hade utsett honom till främsta måltavla om USA i vanlig ordning skulle agera bedrägligt gällande det senast (1868) ingågna fredsavtalet.
Krigarsällskapen turades om med ansvaret för den polisiära verksamheten inom stammen, med undantag för "röda sköldar" och "hövdingasoldater" som bestod av veterankrigare, med ålderns rätt befriade från sådana skyldigheter.

## Språk
Cheyennernas språk, Tsėhesenėstsestotse med dess egen "officiella" moderna stavning, är ett algonkinspråk. Cheyennespråket är alltså ett polysyntetiskt språk. Det är dock inte språkhistoriskt så väldigt nära besläktat med de övriga algonkinspråk som talas bland prärieindianerna, till exempel arapaho och svartfotsindianer.
Cheyennernas språk börjar närma sig risken för utdöende. Omkring 1700 talare återstår.[källa behövs]